# Michael Paré
Pour les articles homonymes, voir Paré.
Michael Paré est un acteur américain, né le 9 octobre 1958 à Brooklyn, New York (États-Unis).

## Carrière
En trois films « branchés » (Eddie and the Cruisers, Les Rues de feu de Walter Hill et Philadelphia Experiment), révélé aux côtés de Tom Berenger, Willem Dafoe, Diane Lane et Nancy Allen, Paré est sacré espoir du cinéma américain. Mais, trop jeune peut-être, il ne supporte pas le succès et sa carrière sombre aussitôt.
L'ex star revient quelques années plus tard, en partageant la vedette de la série d'action Texas Police avec Michael Beck (où sa beauté fait merveille), ce qui lui vaut un regain de succès. En France, la série a été découverte sur TF1 en 1988. Cependant le film de science-fiction Moon 44, réalisé par le prometteur Roland Emmerich en 1990, ne remporte pas le succès escompté.
Paré expérimente les années suivantes le cinéma de Damiano Damiani et Menahem Golan, rivalise avec Lorenzo Lamas, Anthony Michael Hall, Jan-Michael Vincent, Gary Busey, Billy Dee Williams, Malcolm McDowell, Lee Majors et Philip Michael Thomas, Rod Steiger, Roy Scheider ou Dennis Hopper, et rencontre Barbara Carrera, Pam Grier, Morgan Fairchild, Theresa Russell ou Mariel Hemingway dans un de ses genres de prédilection (action, thriller, science-fiction), sur le grand ou le petit écran. À partir de 2000, il tient un des rôles principaux de la série de science-fiction Star Hunter, jusqu'en 2003.
Il est aussi apparu dans Le Village des damnés de John Carpenter (1995), Ainsi va la vie de Forest Whitaker avec Sandra Bullock et Gena Rowlands, Virgin Suicides de Sofia Coppola, Heart of America, Seed et Sanctimony en 2000 (avec Casper Van Dien et Eric Roberts) d'Uwe Boll, son cinéaste régulier, croise George Takei sur Ninja Cheerleaders et Dolph Lundgren sur Direct Contact en 2008. Il travaille désormais davantage pour le grand écran, jouant occasionnellement dans des séries : Cold Case : Affaires classées en 2004, Dr House en 2011, Leverage en 2012.
Dans le film canadien Le Projet Philadelphia, l'expérience interdite, réalisé par Paul Ziller en 2012 et qui s'inspire à la fois de la légende urbaine de l'Expérience de Philadelphie et du film de 1984 Philadelphia Experiment dans lequel avait joué Michael Paré, l'acteur interprète non plus le voyageur temporel, mais un homme de main chargé de l'éliminer.

## Filmographie

### Cinéma
- 1983 : Undercover (Les dessous de l'affaire) de David Stevens : Max
- 1983 : Eddie and the Cruisers de Martin Davidson : Eddie Wilson
- 1984 : Les Rues de feu (Streets of Fire) de Walter Hill : Tom Cody
- 1984 : Philadelphia Experiment de Stewart Raffill : David Herdeg
- 1985 : Trackers (Space Rage) de Conrad E. Palmisano et Peter McCarthy : Grange
- 1986 : Justice privée (Instant Justice) de Denis Amar : Scott Youngblood
- 1987 : The Women's Club de Sandra Weintraub : Patrick
- 1988 : Les anges de la haine (World Gone Wild) de Lee H. Katzin : George Landon
- 1989 : Eddie and the Cruisers II: Eddie Lives! de Jean-Claude Lord : Eddie Wilson / Joe West
- 1990 : Dragonfight (pl) de Warren A. Stevens : Moorpark
- 1990 : Moon 44 de Roland Emmerich : Felix Stone
- 1990 : Il sole buio de Damiano Damiani : Ruggero Brickman
- 1990 : The Closer de Dimitri Logothetis : Larry Freed
- 1991 : Sunset Heat de John Nicolella : Eric Wright
- 1991 : The Last Hour de William Sachs : Jeff
- 1991 : Killing Streets de Stephen Cornwell : Chris / Craig Brandt
- 1992 : Blink of an Eye de Bob Misiorowski : Sam Browning
- 1992 : Into the Sun de Fritz Kiersch : Capt. Paul Watkins
- 1993 : Enquête à fleur de peau (Point of Impact) de Bob Misiorowski : Jack Davis
- 1994 : Warriors de Shimon Dotan: Colin Neal
- 1994 : The Dangerous de Rod Hewitt et David Winters : Random
- 1994 : Lunarcop de Boaz Davidson : Joe Brody
- 1994 : Evasion mortelle (Deadly Heroes) de Menahem Golan : Brad Cartowski
- 1995 : Le Village des damnés (Village of the Damned) de John Carpenter : Frank McGowan
- 1995 : Raging Angels de Alan Smithee : Colin Gramercy
- 1996 : Coyote Run de Shimon Dotan : Pershing Quinn
- 1996 : Pleine lune (Bad Moon) de Eric Red : oncle Ted
- 1997 : 2103: The Deadly Wake de G. Philip Jackson : Tarkis
- 1997 : L'Ombre du passé (Merchant of Death) de Yossi Wein : Jim Randell
- 1997 : Strip Search : Robby Durrell
- 1998 : Falling Fire de Daniel D'Or : Deryl Boden
- 1998 : Ainsi va la vie (Hope Floats) de Forest Whitaker : Bill Pruitt
- 1998 : Back to Even de Rod Hewitt : Boyle
- 1998 : October 22 de Richard Schenkman : Gary
- 1999 : Virgin Suicides (The Virgin Suicides) de Sofia Coppola : Adult Trip Fontaine
- 1999 : Men of Means de George Mendeluk : Rico « Bullet » Burke
- 2000 : Peril : Vincent
- 2000 : Space Fury : Konrad
- 2001 : A Month of Sundays de Stewart Raffill : Tomas McCabe
- 2002 : Red Serpent de Gino Tanasescu : Steve Nichols
- 2002 : Blackwoods de Uwe Boll : Sheriff Harding
- 2003 : Heart of America de Uwe Boll : Will Prat
- 2003 : Fate de Ace Cruz : Detective Cody Martin
- 2005 : Panique en altitude (Crash Landing) de Jim Wynorski : Captain Williams
- 2005 : BloodRayne de Uwe Boll : Iancu
- 2007 : Seed de Uwe Boll : Detective Matt Bishop
- 2007 : Polycarp de George Lekovic : Barry Harper
- 2007 : Postal de Uwe Boll : Panhandler
- 2007 : BloodRayne 2: Deliverance (vidéo) : Pat Garrett
- 2008 : The Perfect Sleep : Officer Pavlovich
- 2008 : Ninja Cheerleaders de David Presley : Victor Lazzaro
- 2008 : Tunnel Rats de Uwe Boll : Sergeant Vic Hollowborn
- 2008 : Dark World : Harry
- 2008 : Direct Contact : Clive Connelly
- 2008 : Périmètre mortel (100 Feet): d'Eric Red : Mike Watson
- 2008 : Far Cry : Paul Summers
- 2009 : Rampage de Uwe Boll : shérif Melvoy
- 2010 : BloodRayne: The Third Reich de Uwe Boll : Ekart Brand
- 2011 : La Défense Lincoln (The Lincoln Lawyer) de Brad Furman : détective Kurlen
- 2012 : Road to Hell : Tom Cody
- 2012 : Disparue (Gone) de Heitor Dhalia : lieutenant Ray Bozeman
- 2013 : Assault on Wall Street de Uwe Boll : Frank
- 2015 : Bone Tomahawk de S. Craig Zahler
- 2016 : Infiltrator (The Infiltrator) de Brad Furman : Barry Seal
- 2017 : Puppet Master: The Littlest Reich
- 2018 : City of Lies de Brad Furman : Varney
- 2018 : Big Kill de Scott Martin : Colonel Granger

### Télévision
- 1981 : Crazy Times : Harry
- 1983 : Ralph Super-héros : Tony Villicana
- 1988 : Texas police (Houston Knights) : sgt Joey La Fiamma
- 1991 : Empire City : Joey Andre
- 1995 : Triplecross : Teddy 'T.C' Cooper
- 1995 : Carver's Gate : Carver
- 1996 : The Colony : Alec Harken
- 2000 : Sanctimony : Jim Renart
- 2003 : Starhunter (en) : Dante Montana
- 2004 : La Vengeance des gargouilles (Gargoyle) : Ty « Griff » Griffin
- 2005 : Komodo vs Cobra (Komodo vs. Cobra) : cap. Michael A. Stoddard
- 2006 : Saurian : Jace Randall
- 2006 : South Beach : Charlie Evans
- 2007 : La Prison hantée (Furnace) de William Butler : détective Michael Turner
- 2012 : Le Projet Philadelphia, l'expérience interdite (The Philadelphia Experiment) de Paul Ziller : Hagan